# Karikkoselkä
Karikkoselkä este un lac format într-un crater de impact meteoritic în Petäjävesi, Finlanda.  Cele mai multe lacuri din regiune sunt alungite pe direcția nord-vest-sud-est din cauza glaciațiunii, dar Karikkoselkä este izbitor de rotund. 

## Date generale
Multe conuri spulberate și formațiuni de rocă care s-au format sub presiuni extreme de impact, au fost descoperite în jurul lacului. Dovezi suplimentare vin de la hărțile aeromagnetice, care arată clar o anomalie magnetică în zona craterului de impact. În plus, probele recoltate de la forajele de pe fundul lacului confirmă originea structurii de impact.
Craterul este cel mai mic identificat în Finlanda, are 1,4 km diametru și 150 m adâncime. Datorită sedimentelor lacul are o adâncime maximă de 26 m, care este neobișnuit de profundă pentru un lac din regiune. Karikkoselkä este estimat a avea vârsta între 230 Ma și 450 Ma (milioane de ani), cel mai probabil în apropierea a 240 Ma (triasic sau mai devreme). Unele surse dau o vârstă nejustificat de mică de 1.88 Ma, care este probabil o citare greșită – sursa menționează că roca de bază din regiune (cunoscută sub numele de Complexul Central Finlandez de Granit ) s-a format aproximativ acum 1.88 Ga (mii de milioane de ani în urmă), în epoca târzie Paleoproterozoic.
Există dovezi ale unei așezări neolitice de pe malul sudic al lacului. În conformitate cu o placă ridicată acolo, nu există încă săpături arheologice efectuate și vârsta așezării rămâne necunoscută.

## Imagini

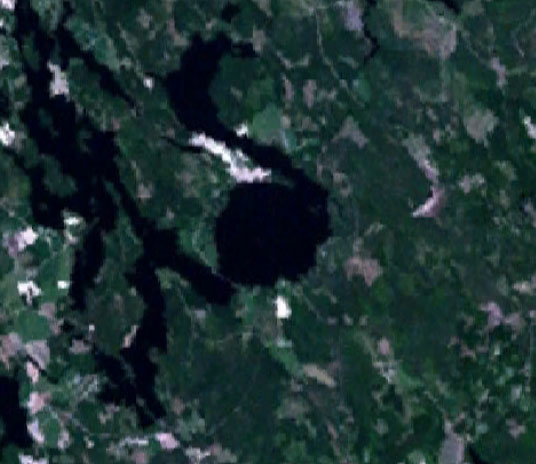
Landsat 7 imagine a Karikkoselkä
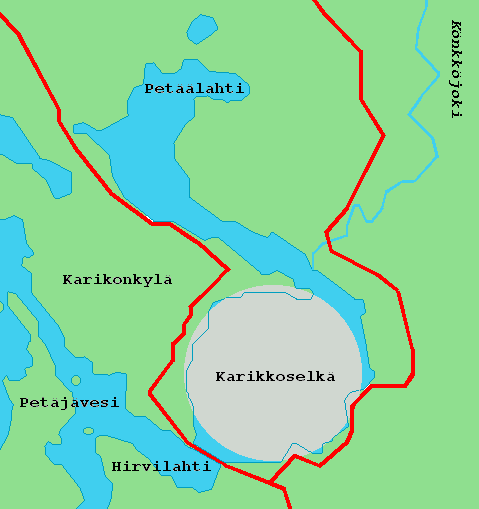
Lacul cu structura de impact în gri.